# Glabridorsum nepalense
Glabridorsum nepalense là một loài tò vò trong họ Ichneumonidae.